# Guldara
Guldara (auch Gūḏāra, Gudara oder Gowdārah) ist ein Dorf und das Zentrum des Bezirks Guldara, Provinz Kabul, Afghanistan. Das Dorf liegt auf 1722 m Höhe, 45 km nördlich von Kabul. Das Dorf wurde während des Krieges in Afghanistan fast vollständig zerstört und setzt nun den Rehabilitationsprozess fort. Eine neue Klinik wurde eröffnet. Eine lokale NRO, die Afghanische Bildungs- und Rehabilitationsorganisation (AERO), betreibt diese Klinik, welche Familienplanung, Kinder- und allgemeine Gesundheitsdienste für die Bevölkerung von rund 38.000 Menschen erbringt.

## Persönlichkeiten
- Nahid Anahita Ratebzad (1931–2014), Diplomatin und Politikerin